# European Aviation Clusters Partnership
La Asociación Europea de Clusters aeronáuticos (European Aviation Clusters Partnership, EACP) es una asociación de empresas aeroespaciales en Europa. Cuenta con 38 miembros de 13 países. Fue creada en mayo de 2009 con financiación de la Comisión Europea.
La EACP  tiene por objeto iniciar un activo intercambio de información y conocimientos entre todos los asociados, y el desarrollo y la realización de  medidas concretas para la cooperación transnacional a largo plazo entre las agrupaciones y empresas con el fin de tener una posición europea más fuerte y más competitiva en los mercados mundiales aeroespaciales.

## Miembros
| - ABC-Cluster - ACA - AERA - ASIS - Aerospace Lombardia - Aerospace Valley - Apulian Aerospace - ASTech Paris Region - Aviabelt e.V. - Aviation Mazovia - Aviation Valley - BAIE - bavAIRia e.V. - BBAA e.V. - Campaniaerospace - Cluster Aero CV - Enterprise Ireland - FAC - Forum LRBW - Fundación Hélice - FAN | - HAC - HH - The Place for Aviation - Hanse Aerospace - HECAS e.V. - HEGAN - Heliclust - LANTP - Madrid Cluster Aeroespacial - Niedersachsen Aviation - North West Aerospace - Pôle Pégase - PEMAS - Skywin - swiss aerospace cluster - Torino Piemonte Aerospace - Umbria Aerospace - WEAF |